# ブライアン・ヴィクトリア
ブライアン・アンドレー・ヴィクトリア（Brian Andre Victoria、1939年9月1日- ）は、アメリカ合衆国の教育者、哲学博士、曹洞宗の僧侶。アンティオーク大学教授、オックスフォード大学付属仏教研究所研究員を歴任。専門は、仏教学、禅学、日本学研究。
第二次世界大戦前後の仏教と日本の軍国主義の関係を中心に、宗教と暴力の関係についての著書『禅と戦争』などがある。

## 来歴
ネブラスカ州オマハ出身。1961年、ネブラスカ・ウェズリアン大学外国語専攻卒業。永平寺の曹洞宗禅僧院で修行。1971年、駒澤大学大学院（仏教学研究）修士課程修了（M.A.）取得。1996年、テンプル大学（宗教学）にて博士号（Ph.D）取得。
米国のネブラスカ大学オマハ校、クレイトン大学、バックネル大学で日本語と日本文化を教え、オークランド大学アジア言語文学科助教授。南オーストラリア州アデレード大学アジアセンター准教授を経て、アメリカに帰国。ホノルルのハワイ大学マノア校の仏教学の沼田恵範特別客員教授。
2005年から2013年まで、オハイオ州イエロースプリングスにあるアンティオーク大学（Antioch University）で日本研究の教授、アンティオーク留学教育プログラム「日本とその仏教の伝統プログラム」のディレクターを務めた。2013年より国際日本文化研究センター外来研究員、オックスフォード大学オックスフォード仏教研究センターフェローを歴任。2014年7月、日文研フォーラム主催の講師など日本でも講演を行う
。

## 著書
- ヴィクトリア・良潤『外人であり、禅坊主であり…』三一書房、1971年。 NCID BN1188015X。NDLJP:12285358。
- 「Zen Master Dōgen : an introduction with selected writings」by Yūhō Yokoi（横井雄峯）, with the assistance of Daizen Victoria ; and with a foreword by Minoru Kiyota（清田実） 1st ed　Weatherhill　1976
- 「Zen at war」Brian (Daizen) A. Victoria 1st ed　Weatherhill　1997
- ブライアン・アンドレー・ヴィクトリア、エイミー・ルイーズ・ツジモト『禅と戦争 : 禅仏教の戦争協力』光人社、2001年。 NCID BB20394839。
- 「Zen war stories」Brian Daizen Victoria. (The RoutledgeCurzon critical studies in Buddhism series）RoutledgeCurzon　2003[12]
- 「Zen at war」 Brian Daizen Victoria. 2nd ed.　Rowman & Littlefield Publishers　2006
- 「禅戦争の物語」ラウトレッジ　2012年
- ブライアン・アンドレー・ヴィクトリア、エイミー・ルイーズ・ツジモト『禅と戦争 : 禅仏教の戦争協力』（新装版）えにし書房、2015年12月。ISBN 978-4-908073-19-9。国立国会図書館書誌ID:026964341。「初版: 光人社 2001年刊、原タイトル: ZEN AT WAR」
- 「Zen terror in prewar Japan : portrait of an assassin (Asian voices)」Rowman & Littlefield Publishers, Inc. 2019年

## 関連文献
- 新野和暢「皇道仏教という思想 －十五年戦争期の大陸布教と国家－」『人文學報』第108巻、京都大學人文科學研究所、2015年12月、97-111頁、CRID 1390572174797229184、doi:10.14989/204504、ISSN 0449-0274。
- ブライアン・大禅・ビィクトリア「公開公演 『禅と戦争』から考える」『駒澤大学佛教学部論集』第33巻、駒澤大学仏教学部、2002年10月、11-36頁、CRID 1050845763160061440。